# Omazta Zsigmond
Rozváczi Omazta Zsigmond (Békéscsaba, 1801. április 10. - Békéscsaba, 1867. április 11.), táblabíró, Békés vármegye alkotmányos első alispánja.

## Élete
A nemesi származású rozváczi Omazta család sarja. Apja, a rozváci születésű, rozváczi Omazta István (1772-†?), tanító, jegyző, uradalmi gazdatiszt, békéscsabai földbirtokos, anyja, nemes Kelemen Klára volt. Anyai nagyszülei nemes Kelemen Mihály pestvárosi magyar kántor és Török Anna voltak. Omazta Istvánné Kelemen Klára fivére, nemes Kelemen László (1762–1814), az első magyar színigazgató, színműíró volt. Apai nagyszülei rozváczi Omazta Ferenc és His Anna voltak. Omazta Zsigmond, az apja nyomdokait követve, fiatal korában gazdatiszti pályát választotta; a csabai uradalom ügyésze volt. 1832. október 25.-én Békés vármegye táblabírájává nevezte ki a főispán. 1848-ban Gyoma országgyűlési képviselője.  Tagja lett az 1849. április 5.-én megalakult Radical Pártnak. A szabadságharc bukását követően minden ingó és ingatlan vagyonát zár alá vették. Az Omaszta-ügy 1850-ben a pesti haditörvényszék elé került, az eljárást 1850. július 31.-én szüntették meg. Békés vármegye alkotmányos első alispánja volt 1861. március 18.-a és 1861. november 14.-e között. Ideiglenes és helyettesített első alispán, viszont 1861. november 14.-étől 1861. december 10.-éig.

## Házassága és gyermekei
1824. október 21.-én, Békéscsabában, feleségül vette terényi Stummer Mária (1803-1832) kisasszonyt, terényi Stummer János (1764-1842), táblabíró, főszolgabíró, majd Békés vármegye alispánja, és pécsújfalusi Péchy Franciska (1771-1811) lányát. A Házasságukból született:
- rozváczi Omazta László Gyula (1829-†?), 1848-as honvéd.
- rozváczi Omazta Mária Terézia (1832-1906).[6][7] Férje, greifenbergi Reök István (1816-1877) ügyvéd, földbirtokos és Békés-megye bizottmányi tagja, békéscsabai királyi közjegyző.